# Arena Coliseo

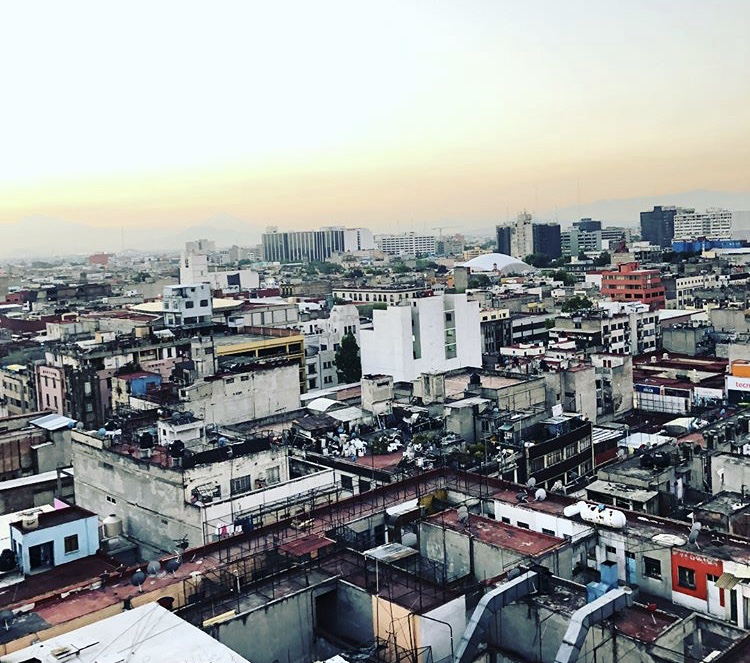
Panorama, Tepito.

Arena Coliseo är en inomhusarena i Mexico City, Mexiko. Den är placerad mitt i Mexico Citys historiska centrum på  República del Perú 77 i området Tepito i distriktet Cuauhtémoc. Arenan används främst till mexikansk fribrottning, lucha libre, arrangerat av Consejo Mundial de Lucha Libre (CMLL). Den byggdes av CMLL:s ägare och grundare, Salvador Lutteroth. Planeringen av arenan började i slutet på 1930–talet och den stod färdig 2 april 1943. Arena Coliseo var huvudarenan för CMLL:s verksamhet mellan 1943 och 1953. 1953 färdigställdes den betydligt större Arena México som blev den nya huvudarenan för Lutteroths CMLL och idag är starkast förknippad med CMLL.

## Historia
Consejo Mundial de Lucha Libre startades år 1923 av Salvador Lutteroth under namnet Empresea Mexicana de Lucha Libre. Arbetsteamet i Empresa Mexicana de Lucha Libre från grundandet till åtminstone sent 1930–tal bestod av: Jesús Lomelin (matchmaker), Saturnino Pérez Lopez (assisterande chef) och Manuel Flores (kassör) som alla jobbade under ägaren Salvador Lutteroth. I takt med att intresset för lucha libre växte fick Lutteroth idén att bygga sin egen arena, specialanpassad för förbundets behov.
Således köpte Lutteroth 1938 mark på Calle de la Republica Perú (tidigare kallad Calle de la Puerta Falsa de Santo Domingo), i den historiska stadskärnan i Mexico City. I maj 1939 togs det första spadtaget. som
Med order om att låta sig inspireras av det olympiska auditoriet i Los Angeles fick arkitekten Francisco Bullman i uppdrag att bygga Arena Coliseo. Den viktigaste aspekten var att åskadarna skulle ha bra sikt mot ringen oavsett om de satt på första parkett eller högt upp på läktarna. Efter fyra år av arbete öppnade Arena Coliseo för första gången sina portar den 2 april 1943. En dag innan invigningen gav ärkebiskopen i Mexiko Luis M. Martínez platsen sin välsignelse, en ceremoni som även Juan Águilar Vera deltog i. 
Lutteroth ville inviga arenan med en match mellan Bobby Managoff, världsmästaren i tungvikt från amerikanska National Wrestling Alliance, och den mexikansk/amerikanska brottaren Juan Humberto, som dock var baserad i Texas. Humberto var mycket populär på 1940–talet, men på grund av hans mexikanska påbrå så fick han inte utmana för tungviktstiteln i NWA då dåvarande amerikanska lagar dikterade att endast brottare födda i USA och Kanada fick utmana för titlarna på amerikansk mark. I Mexiko fanns dock inga sådana bestämmelser om att brottare behövde vara av en viss nationalitet för att få utmana om titeln. Titelinnehavaren Bobby Managoff accepterade dock inte erbjudandet att slåss i Mexiko. 
Men den 20 februari 1943 förlorade Managoff NWA-titeln till Big Logson, som accepterade erbjudandet att resa till Mexiko och försvara sin titel. Men på grund av problem med visum- och pass, under restriktioner orsakade av andra världskriget, visade det sig vara omöjligt för matchen att äga rum, något som blev en enorm besvikelse för Juan Humberto.
Efter att planerna om titelmatchen skrotades så skrevs istället oanad historia. Den nya huvudmatchen för invigningen skulle komma att bli El Santo mot Tarzán Lopez. El Santo, numera allmänt betraktad som den mest legendariska mexikanska fribrottaren genom tiderna, var då inget mer än en spännande yngling som gjort sin debut bara drygt ett halvår tidigare i juli 1942. På grund av sin innovativa och nyskapande stil, samt det faktum att han i januari 1943 besegrade den store Murcielago Velázquez i en insatsmatch (lucha de apuestas) och bara några veckor senare besegrade Ciclón Veloz för att bli nationsmästare i weltervikt, ansågs han dock förtjäna platsen. Genom ytterligare en seger över Murciélago Velázquez, fredagen den 19 mars 1943 blev han sensationellt även nationell mästare i mellanvikt, och El Santo seglade plötsligt upp som det hetaste namnet inom lucha libre bara några veckor innan Arena Coliseo skulle invigas.